# Área metropolitana de San Antonio

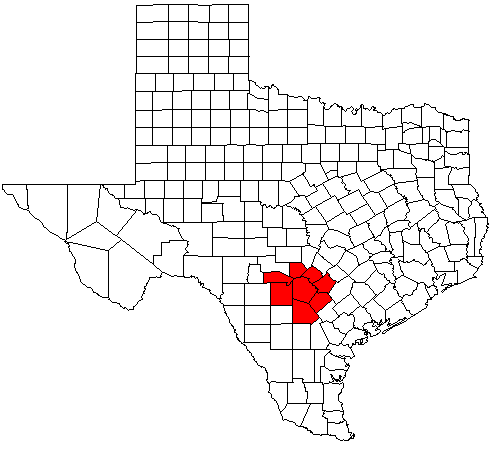
Mapa del estado de Texas con el área metropolitana de San Antonio resaltada en rojo.

El área metropolitana de San Antonio o Gran San Antonio (en inglés Greater San Antonio), definida oficialmente como área estadística metropolitana de San Antonio–New Braunfels MSA por la Oficina del Censo de los Estados Unidos; es un área estadística metropolitana centrada en la ciudad San Antonio, abarcando parte del centro sur del estado de Texas, en Estados Unidos.
Con una población de 2.843.878 habitantes según el censo de 2013, es la 3º área metropolitana más poblada del estado y la 25º del país.

## Composición
Los ocho condados que componen el área metropolitana y su población según los resultados de los últimos tres censos nacionales.
| Área Censal                                                 | Censo 2013 | Censo 2000 | Censo 1990 |
| ----------------------------------------------------------- | ---------- | ---------- | ---------- |
| Área Estadística Metropolitana de San Antonio–New Braunfels | 2.843.878  | 1.711.703  | 1.407.745  |
| Condado de Atascosa                                         | 500.192    | 38.628     | 30.533     |
| Condado de Bandera                                          | 41.172     | 17.645     | 10.562     |
| Condado de Bexar                                            | 1.918.180  | 1.392.931  | 1.185.394  |
| Condado de Comal                                            | 122.000    | 78.021     | 51.832     |
| Condado de Guadalupe                                        | 140.000    | 89.023     | 64.873     |
| Condado de Kendall                                          | 33.410     | 23.743     | 14.589     |
| Condado de Medina                                           | 46.006     | 39.204     | 27.312     |
| Condado de Wilson                                           | 42.918     | 32.408     | 22.650     |

## Principales ciudades del área metropolitana
Dos ciudades primarias,
- San Antonio
- New Braunfels;

otras ciudades con más de 10 000 habitantes,
- Boerne
- Canyon Lake
- Cibolo
- Converse
- Leon Valley
- Live Oak
- Schertz
- Seguin
- Timberwood Park
- Universal City